# Dicliptera ehrenbergii
Dicliptera ehrenbergii är en akantusväxtart som beskrevs av Gustav Lindau. Dicliptera ehrenbergii ingår i släktet Dicliptera och familjen akantusväxter. Inga underarter finns listade i Catalogue of Life.